# Jadwiga Hoff
Jadwiga Kazimiera Hoff z domu Szymczak (ur. 19 maja 1944 w Dębach) – polska historyk, specjalizująca się w historii nowożytnej Polski oraz naukach pomocniczych historii; nauczycielka akademicka związana z uczelniami w Toruniu i Rzeszowie.

## Życiorys
Urodziła się jako Jadwiga Szymczak w Dębach w powiecie radziejowskim w województwie kujawsko-pomorskim. Po ukończeniu szkoły podstawowej i średniej oraz pomyślnie zdanym egzaminie maturalnym w 1963 roku podjęła pracę jako nauczycielka w Szkole Podstawowej w Dobrem koło Nieszawy (do 1967 roku). W międzyczasie podjęła studia na kierunku historia na Uniwersytecie Mikołaja Kopernika w Toruniu, które ukończyła w 1970 roku magisterium. Bezpośrednio po ukończeniu studiów została zatrudniona na stanowisku asystenta na swojej macierzystej uczelni. W 1979 roku uzyskała stopień naukowy doktora nauk humanistycznych w zakresie historii na Wydziale Historycznym Uniwersytetu Warszawskiego. W tym samym roku przeprowadziła się do Rzeszowa na tamtejszą Wyższej Szkołę Pedagogicznej w Rzeszowie, gdzie otrzymała stanowisko adiunkta w Samodzielny Zakład Historii, przekształconym na przełomie 1981/1982 roku w Instytut Historii. W latach 1985–1987 oraz 1991-1993 pełniła funkcje zastępcy dyrektora tego instytutu. W 1993 roku Rada Wydziału Humanistycznego Wyższej Szkoły Pedagogicznej im. Komisji Edukacji Narodowej w Krakowie nadała jej stopień naukowy doktora habilitowanego nauk humanistycznych w zakresie historii na podstawie rozprawy nt. Społeczność małego miasta galicyjskiego w dobie autonomii. W 1994 roku awansowała na stanowisko profesora nadzwyczajnego oraz kierownika Zakładu Nauk Pomocniczych Historii (obecnie Zakład Archiwistyki i Nauk Pomocniczych Historii). Poza tym od 1994 do 1999 pełniła stanowisko prodziekana Wydziału Socjologiczno-Historycznego WSP w Rzeszowie. Od 2006 roku jest kierownikiem Studiów Doktoranckich na tym wydziale. W 2007 roku prezydent Polski Aleksander Kwaśniewski nadał jej tytuł profesora nauk humanistycznych. W 2012 roku została profesorem zwyczajnym na Uniwersytecie Rzeszowskim.
Poza działalnością uczelnianą jest aktywnym członkiem Komitetu Nauk Historycznych Wydziału I Nauk Humanistycznych i Społecznych Polskiej Akademii Nauk. Jest też tam członkiem Komisji Historii Kobiet oraz członkiem Rady Muzeum przy Muzeum Okręgowym w Rzeszowie.
Była zamężna z Tadeuszem Hoffem (1923-2011), profesorem nauk geograficznychł

## Dorobek naukowy i odznaczenia
Zainteresowania naukowe Jadwigi Hoff koncentrują się wokół zagadnień związanych z historią społeczną XIX wieku, dziejami Galicji, historią obyczaju oraz źródłoznawstwem nowożytnym. Do jej najważniejszych publikacji należą:
- Drukowane kodeksy obyczajowe na ziemiach polskich w XIX wieku: (studium źródłoznawcze) (1982)
- Społeczność małego miasta galicyjskiego w dobie autonomii (1992)
- Życie towarzyskie i kulturalne Rzeszowa w dobie autonomii Galicji (1993)
- Dobre: zarys dziejów do 1939 roku (1998)
- Mieszkańcy małych miast Galicji Wschodniej w okresie autonomicznym (2005)

Za swoją działalność naukową, dydaktyczną i organizacyjną otrzymała liczne wyróżnienia i nagrody, w tym m.in.: Złoty Krzyż Zasługi (1987), nagrodę III stopnia Ministra Nauki, Szkolnictwa Wyższego i Techniki (1983), zespołową nagrodę Ministra Edukacji Narodowej i Sportu (2002) oraz sześć nagród rektorskich, odznakę „Zasłużona dla gminy Dobre” (2012) oraz Medal Komisji Edukacji Narodowej (2013).